# Hippolyte Braffort
François Hippolyte Braffort (Villers-sur-Semois, 1 februari 1854 - 1 maart 1926) was een Belgisch volksvertegenwoordiger en senator.

## Levensloop
Braffort was landbouwingenieur.
Hij was afwisselend politicus en ambtenaar. Van 1882 tot 1902 was hij provincieraadslid in de provincie Luxemburg, maar van 1902 tot 1905 was hij provinciaal griffier.
Van 1905 tot 1907 was hij directeur-generaal op het Ministerie van Landbouw.
In november 1918 (hij was toen aan de pensioenleeftijd) werd hij katholiek volksvertegenwoordiger voor het arrondissement Neufchâteau-Virton, in opvolging van de tijdens de oorlog overleden Winand Heynen. Hij vervulde dit mandaat tot hij bij de volgende verkiezing in 1921 tot provinciaal senator voor Luxemburg werd gekozen. Hij bleef dit tot aan zijn dood en werd toen opgevolgd door Hubert Pierlot, de latere eerste minister.